# جمال بهويان
جمال بهويان (10 أبريل 1990 بكوبنهاغن في الدنمارك - ) هو لاعب كرة قدم بنغلاديشي ودانمركي في مركز الوسط. شارك مع منتخب بنغلاديش تحت 23 سنة لكرة القدم ومنتخب بنغلاديش لكرة القدم. أما مع النوادي، فقد لعب مع نادي شيخ جمال دهانموندي ونادي هيليراب وStallion Laguna F.C. ‏ وShanghai Shenxin F.C. ‏.

## روابط خارجية
- جمال بهويان على موقع إي إس بي إن إف سي (الإنجليزية)
- جمال بهويان على موقع قاعدة بيانات كرة القدم.إي يو (الإنجليزية)
- جمال بهويان على موقع ناشيونال فوتبول تيمز (الإنجليزية)
- جمال بهويان على موقع Soccerway.com (الإنجليزية)
- جمال بهويان على موقع عالم كرة القدم.نت (الإنجليزية)